# Pan Shu (imperatriz)

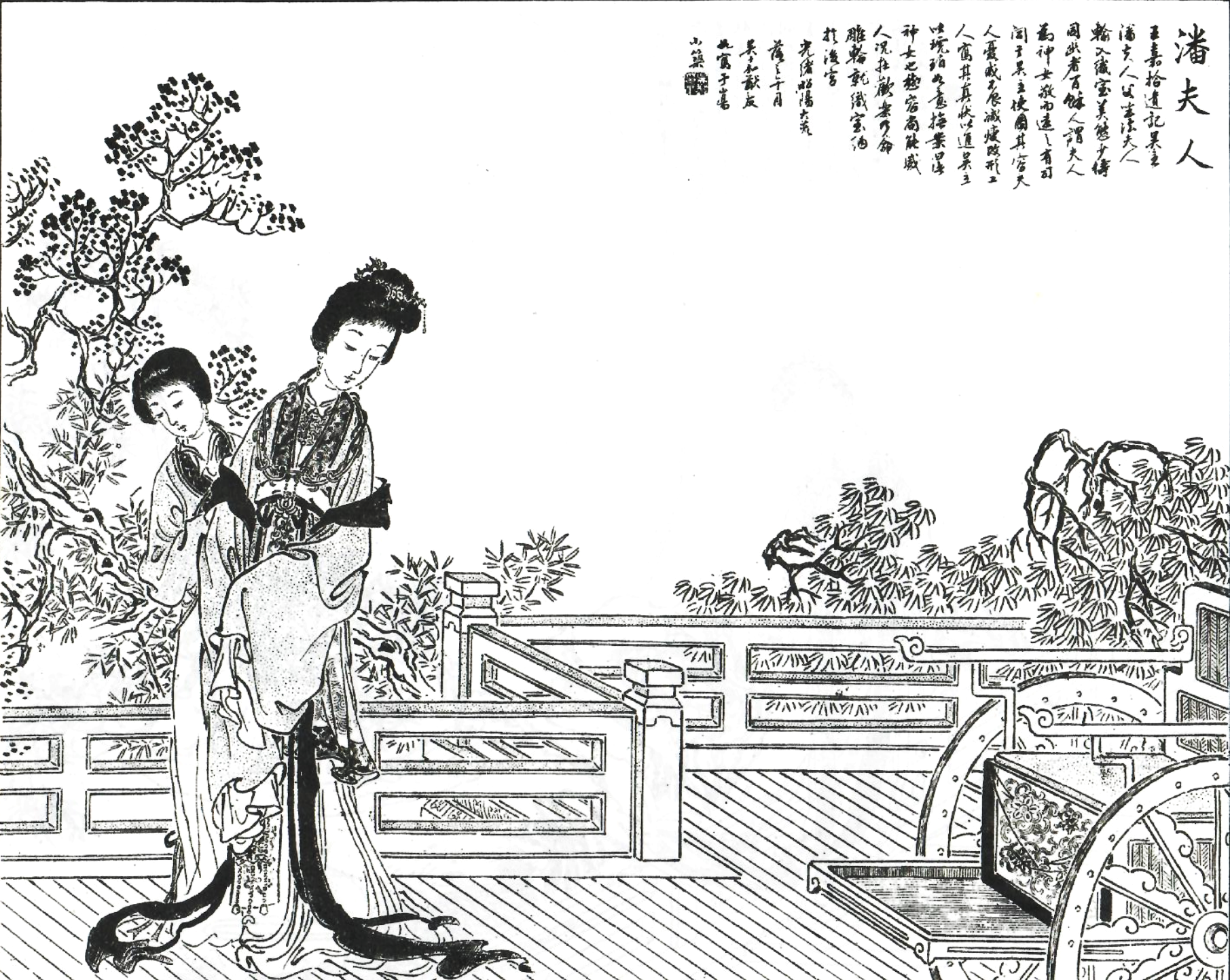
Imperatriz Pan

Pan Shu(chinês: 潘 淑)( — 252), formalmente Imperatriz Pan foi uma imperatriz do estado de Wu Oriental durante o período dos Três Reinos da China. Foi a única imperatriz do imperador fundador de Wu Oriental, Sun Quan.